# متحف دار الأجداد
متحف دار الأجداد، أحد متاحف منطقة القصيم يقع في محافظة الرس، أسسه ضيف الله عبد الله محمد الغفيلي، يقع المتحف داخل منزل شعبي كبير يحتوي على قاعات كبيرة وردهات وغرف وقد تم عرض محتويات المتحف التراثية داخل تلك الأماكن، وتتكون محتويات المتحف التراثية من أدوات القهوة كالدلال المتنوعة من حيث الصناعة وكذلك من حيث الحجم، والأباريق ومحاميس القهوة والنجر الهاون وطواحين القهوة وغيرها وكذلك أدوات وأواني الطبخ كالقدور والصياني والتباسي والصحاف وغيرها من الأدوات الزراعية من المحاحيل والمحراث والرشا وكذلك الرحى لطحن وجرش الحبوب، كما يضم بعض أدوات الحرب كالبنادق والسيوف والرماح وغيرها، ويضم المتحف مجموعة من الملابس والحلي وأدوات الزينة الخاصة بالنساء، ويضم المتحف أيضا عدد من السيارات القديمة تم عرضها خارج المتحف.